# Morcelle
Morcelle és una parròquia consagrada a Sant Julià pertanyent al municipi de Becerreá, província de Lugo.

## Demografia
Segons el padró municipal de 2004 la parròquia de Morcelle tenia 61 habitants (35 homes i 26 dones), distribuïts en 2 entitats de població (o lugares), el que pressuposà un augment en relació al padró de l'any 1999 quan hi havia 59 habitants. Segons l'IGE, el 2014 la seva població va caure fins a les 47 persones (27 homes i 20 dones).

## Llocs de Morcelle
- Cormes
- Morcelle